# مقاطعة أدامز (آيوا)
مقاطعة أدامز (بالإنجليزية: Adams County)‏ هي إحدى مقاطعات ولاية آيوا في الولايات المتحدة الأمريكية.

## أعلام
- دان دبليو. تورنر